# Clarks Hill (South Carolina)
Clarks Hill is een plaats (census-designated place) in de Amerikaanse staat South Carolina, en valt bestuurlijk gezien onder McCormick County.

## Demografie
Bij de volkstelling in 2000 werd het aantal inwoners vastgesteld op 376.

## Geografie
Volgens het United States Census Bureau beslaat de plaats een oppervlakte van 8,3 km², geheel bestaande uit land. Clarks Hill ligt op ongeveer 169 m boven zeeniveau.

## Plaatsen in de nabije omgeving
De onderstaande figuur toont nabijgelegen plaatsen in een straal van 24 km rond Clarks Hill.